# الرهان القاتل
الرهان القاتل هو فيلم درامي أكشن في هونغ كونغ عام 1989 من تأليف وإخراج جيمي هيونغ وكين نام تشو (مثل ديك تسو). تنتمي إلى الجزء الأول من الحِقْبَة 1989-1996، وهي الحِقْبَة التي كانت فيها الأفلام التي تحمل موضوعات القمار تهيمن على مشاهد السينما في هونغ كونغ.

## حبكة
بعد فترة وجيزة من إطلاق سراحه من أحد سجون هونغ كونغ، استدعى مع كراب ثري يدعى دراغون المقامر المحترف كراب وصديقه سام إلى الكازينو الخاص به في بحيرة تاهو لكشف عملية احتيال باكارات التي يديرها تارو نصف صيني ونصف ياباني ووالده جوبون، رئيس نقابة يابانية قوية. هناك، يلتقي كراب وسام أيضًا بكاثرين أشلي، وريثة ثرية في إجازة. تقوم كاثرين وسام أيضًا بتطوير علاقة.
بعد عودة الثلاثة إلى هونغ كونغ، يتم تعقب سام من قبل رجال العصابات اليابانيين الذين أرسلهم كونغ للانتقام منة. لحسن الحظ، تم إنقاذ سام من قبل كراب. ومع ذلك، فإن هذا يؤدي إلى إصابة كراب بشدة بيده اليسرى، مما يؤثر على مهاراته في لعب القمار.
تقدم كاثرين والدها إلى "سام"، الذي تم الترتيب له للعمل في شركة والد زوجته المستقبلي. هناك، أفسد سام أيضًا خطة تارو وجوبون للتخطيط للحصول على أموال من والد زوجته، وبالتالي استأجر كونغ المزيد من القتلة لقتل سام، وفي هذه المرة، أصيب بجروح ودخل المستشفى.
في أحد الأيام، أخبر تارو كراب أنه يريد اللعب ضد سام. يعرض كراب بدلاً من ذلك اللعب ضد تارو نفسه مقابل رِهان نصف مليون دولار، لكن الشرطة اقتحمت المكان بشكل غير متوقع. مع أنّ عدم ملاحقتهم قضائياً بسبب إلقاء حصة تارو في الخارج، إلا أنه تم الكشف عن أن معظم حصص كراب كانت فواتير مزيفة ويشعر تارو بالإهانة. تارو ينتقم من خلال اختطاف كاثرين ويتحدى كراب لاستعادتها. يترك كراب صديقته بمفردها بينما يذهب لمواجهة تارو، وخلال هذه المدّة يأتي أحد رجال تارو ويقتلها.
يقاتل كراب مع أتباع تارو ولكن بعد ذلك يتم تحديه في مباراة بواسطة جوبون. من أجل إنقاذ كاثرين، يضطر كراب إلى الاختيار بين كأسين من النبيذ، يحتوي أحدهما على سم. جوبون مقتنع بأن كراب قد اتخذ الخِيار الصحيح وسمح لهم بالمغادرة، لكن كراب يستسلم للسم بعد هروبه وكاثرين.
سام مصمم على الانتقام لموت صديقه. تقرضه كاثرين المال ليتمكن من المقامرة في لعبة بوكر يديرها تارو و جوبون. أثناء استراحة الجولة الأخيرة من لعبة البوكر، أطلق قاتل محترف النار على سام في الحمام. يعهد سام المصاب كاثرين بأخذ مكانه في الرهان الأخير. أخبرها أن تراهن على حصتها بالكامل لأن تارو لن يكون لديها حصة كافية. تراهن كاثرين على جميع أصولها البالغة 50 مليون دولار، والتي لا يستطيع غوبون مطابقتها، لذا فهي تطلب أيضًا ذراع وساق تارو اليسرى. يوافق جوبون، لكن يجب على كاثرين أن تراهن على يدها أيضًا لجعل الرهان عادلًا. في النهاية، فازت كاثرين بتدفق مستقيم. لا يريد تارو قطع ذراعه وساقه، لذلك يطلق النار ويقتل والده وأعضاء الجمهور الآخرين قبل أن يقتلهم الأمريكيون واليابانيون.
ثم ذهبت كاثرين لرؤية سام في المستشفى حيث سمعت محادثة بين سام والقاتل الذي أطلق عليه النار. تم الكشف عن أن الهجوم في الحمام قام به سام بنفسه من أجل جعل تارو يوافق على المراهنة بذراعه ورجله وفي النهاية جعل الكونغرس يقتلون بعضهم البعض، وتحقيق هدفه النهائي المتمثل في السعي للانتقام من كراب. يقول سام أيضًا إنه لا ينوي إخبار كاثرين بهذا السر وبدلاً من ذلك، سيخفيه إلى الأبد. بعد سماع هذا، تخلع كاثرين خاتم خطوبتها وتتركه على الأرض خارج غرفة سام وتغادر.

## طاقم الممثلين
- مارك أرنولد باسم سام
- موراي ماكراي في دور كراب
- جيمس بارنيت في دور ميتبال / السيد بيرتون
- كين بويل في دور دون فراسانيني
- فيليب تشان
- نانسي كسير في دور كاثرين أشلي
- تشارلز هيونغ في دور التنين
- جاك هولواي
- إيدي كو مثل أسنان ذهبية
- لونج فونج مثل تارو
- دانيال مينتز
- كينزو أوغيوارا في دور جوبون
- ياسوهيرو شيكامورا بدور كوي
- كيرك وونغ في دور الرقيب تيلي

## إنتاج
يستند الرهان القاتل على نفس القصة الحقيقية مثل فيلمه يونغ كازينو رايدرس وله نفس الحبكة تقريبًا. قرر هيونغ استخدام ميزانية قدرها 8750000 دولار هونج كونج لتوجيه نسختين من القصة، واحدة باللغة الكانتونية والأخرى باللغة الإنجليزية للجمهور الدَّوْليّ. يتم لعب العديد من الشخصيات الثانوية من قبل نفس الممثلين، بما في ذلك الإضافات.

## تاريخ العرض
تم إطلاق الفيلم قبل أسبوع من <i id="mwQg"><a href="./غزاة كازينو" rel="mw:WikiLink" data-linkid="173" data-cx="{&quot;adapted&quot;:false,&quot;sourceTitle&quot;:{&quot;title&quot;:&quot;Casino Raiders&quot;,&quot;description&quot;:&quot;1989 Hong Kong film&quot;,&quot;pageprops&quot;:{&quot;wikibase_item&quot;:&quot;Q5048873&quot;},&quot;pagelanguage&quot;:&quot;en&quot;},&quot;targetFrom&quot;:&quot;mt&quot;}" class="cx-link" id="mwQw" title="غزاة كازينو">كازينو رايدرس</a></i> في هونغ كونغ.

## أنظر أيضا
- قائمة أفلام هونج كونج

## روابط خارجية
- الرهان القاتل  في قاعدة بيانات الأفلام على الإنترنت (بالإنجليزية)